# Микеле Морозини
Микеле Морозини (Млетачка република, 1308 — Венеција, 16. октобар 1382) је био 61. млетачки дужд од јуна 1382. године до 16. октобар исте године. Потицао је из Млетачке племићке породице, која је дала много дуждева. Микеле је био вешт трговац и дипломата.

## Детињство и младост
Микеле је каријеру започео као прокуратор Светог Марка. Био је Млетачки изасланик у Ђенови, за време рата за Кјођу (1379—1382). У том рату је пошто се обогатио трговином финансијски помагао Републици. Суделовао је на успешним мировним преговорима у Торину 8. августа 1381. године.
После рата Микеле је постао један од најбогатијих људи у Венецији и власник неколико кућа, које је купио за мало новца.

## Владавина
5. јуна 1382. године, умро је дужд Андреа Контарини. Иако је имао мање гласова Микеле је, још истог месеца, изабран за дужда. За време његове владавине наставио се рат са Ђеновом и Млечани су поново имали успеха. Микеле није имао ни времена да било шта друго уради, јер се заразио кугом и од ње умро 16. октобра 1382. године. Сахрањен је уз велику поворку у базилици Сан Ђовани е Паоло.

## Последице Микелове смрти
После Микелове смрти, околне италкијанске државице су искористиле нестабилност у Републици и опљачкале све млетачке поседе. Млечане је захватила куга и трговина је обустављена. Многе млетачке подесте, попут породица Градениго, Корнаро, Зен и Лоредан, су нападале Венецију да би се дочепали положаја дужда, али Венеција је упорно брањена. 21. октобра је одлучено да се то државно питање реши мирним путем и тада је Антонио Венијер, капетан Кандије, због своје ригидности и због тога што се истакао у рату за Кјођу, избран за дужда.

## Породично стабло
| \| \| \| \| \| 2. \| \| \| \| \| \| \| \| \| \| \| \| \| \| \| \| \| \| \| \| \| \| \| \| \| \| \| \| \| \| \| \| \| 1. Микеле Морозини \| \| \| \| \| \| \| \| \| \| \| \| \| \| \| \| \| \| \| \| \| \| \| \| \| \| \| \| \| \| \| \| \| \| \| \| 3. \| \| \| \| \| \| \| \| \| \| \| \| \| \| \| \| \| \| \| \| \| \| \| \| \| |                    |  |  |    |  |  |  |
| |                    |  |  | 2. |  |  |  |
| |                    |  |  |    |  |  |  |
| |                    |  |  |    |  |  |  |
| |                    |  |  |    |  |  |  |
| | 1. Микеле Морозини |  |  |    |  |  |  |
| |                    |  |  |    |  |  |  |
| |                    |  |  |    |  |  |  |
| |                    |  |  |    |  |  |  |
| | 3.                 |  |  |    |  |  |  |
| |                    |  |  |    |  |  |  |
| |                    |  |  |    |  |  |  |